# Luci Licini Murena (cònsol)
Luci Licini Murena (en llatí Lucius Licinius Murena) va ser un magistrat romà. Era fill de Luci Licini Murena. Formava part de la gens Licínia, i era de la família dels Murena.
Va servir amb el seu pare al Pont l'any 83 aC durant la segona guerra mitridàtica. Més tard va ser qüestor a Roma amb el jurista Servi Sulpici, que després va ser el seu oponent en les eleccions al consolat. Va ser edil curul i va adornar les muralles del Comitium amb pedra de Lacedemònia. A la tercera guerra mitridàtica que va començar el 74 aC va servir sota Luci Licini Lucul·le (cònsol 74 aC) que li va encarregar la direcció del setge d'Amisos, que Murena va conquerir l'any 71 aC.
Murena va seguir després al rei Tigranes II d'Armènia en la seva retirada des de Tigranocerta cap al Taure (69 aC). Lucul·le li va encarregar de mantenir el setge de la capital armènia. Va tornar a Roma probablement el 68 aC i va ser un dels deu comissionats encarregats de l'establiment de la província del Pont i el repartiments de territoris a Àsia.
L'any 65 aC va ser pretor junt també amb Servi Sulpici i tenia la juridictio mentre Sulpici presidia les impopulars quaestio peculatus, (càrrecs contra les maversacions”. Durant el seu mandat va tenir la superintendència dels ludi Apollinares en els que va gastar molts diners. L'any 64 aC va ser propretor a la Gàl·lia Cisalpina on va tenir al seu germà Gai Licini Murena com a legat.
L'any 63 aC va tornar a Roma i va ser candidat al consolat. Va ser elegit juntament amb Dècim Juni Silà, per l'any 62 aC. Servi Sulpici se li va oposar i va ser derrotat als comicis i llavors va denunciar a Murena per ambitus, acusació que va tenir el suport de Marc Porci Cató Uticense, Gneu Postumi i Servi Sulpici el jove. Murena va ser defensat per Quint Hortensi, Marc Tul·li Ciceró (que era llavors cònsol) i Marc Licini Cras. Murena va ser absolt, encara que segurament era culpable. El discurs de Ciceró que feia referència a que Catilina era a les portes de Roma amb un exèrcit i que alguns dels seus amics conspiradors eren encara a la ciutat, es necessitava un cònsol enèrgic per fer-hi front.
Els dos consols van haver de decidir sobre els conspiradors amb Catilina que havien estat presos. Silà va declarar que era partidari de l'execució dels capturats i Murena, primer indecís, finalment li va donar suport. El seu consolat va ser destorbat per Quint Cecili Metel Nepot que afavoria a Gneu Pompeu en oposició als optimats. Cató, que era amic de Metel, es va oposar als cònsols, però Murena el va salvar quan es va produir un tumult. Es va aprovar la Lex Licinia Junia, que fixava el termini que havia de passar entre l'aprovació en comicis i la promulgació d'una llei.
Va acabar el consolat i no consta que hagués governat cap província. Ja no torna a aparèixer i probablement va morir abans de poder exercir el proconsolat. Un fillastre seu va ser Luci Pinari Natta (pontífex), fill de la seva dona en un primer matrimoni.